# Club Deportivo Carioca
El Club Deportivo Carioca fue un club de fútbol de Chile, con sede en la ciudad de Santiago. Fue fundado el 20 de junio de 1915 y participaba de las competencias de la Liga Metropolitana y de la Asociación de Football de Santiago. 

## Historia
El Carioca Football Club fue fundado el 20 de junio de 1915 por un grupo de deportistas del Instituto de Electrotecnia de la Universidad Católica, liderados por José Barceló, el primer presidente de la institución. En la primera reunión se escogió de forma unánime el nombre del club como homenaje al club Carioca de Río de Janeiro, Brasil.
En su primer año se inscribió en la Liga Infantil, en donde alcanzó el segundo puesto. Cuando se fundó la Asociación Escolar de Deportes pasó a militar en sus filas, pero se retiró alcanzando a disputar un solo encuentro, venciendo por 5-1 al Instituto Nacional.
En 1917, con la creación de la Liga Metropolitana pasó a engrosar sus filas, inscribiéndose en la segunda serie. A final de esa temporada definió el campeonato de la serie con Santiago National, perdiendo por 1-2. En 1918 se coronó campeón de la división intermedia de la Metropolitana, ascendiendo a la primera serie de la liga. Ya en la primera división, y luego de enfrentar y vencer a equipos como Green Cross, Primero de Mayo, Zenteno, Unión Chilena, se adjudicó a propiedad la Copa Colonia Escolar Vida y Patria, al ganar la Liga Metropolitana en tres años seguidos: 1919, 1920 y 1921.
En el año 1922 se afilió a la Asociación de Football de Santiago, en la que militó hasta la fundación de la Liga Central de Football en 1927. En 1930 volvió a militar en la Asociación Santiago con su refundación, y consiguió los títulos de 1945, 1946 y 1955. En los años 1980 se inscribió en la Liga Brasil Independiente, en donde estuvo hasta que cesó su actividad en los años 2000.

## Palmarés

### Títulos locales
- División de Honor de la Liga Metropolitana (3): 1919, 1920 y 1921.[1]
- División Intermedia de la Liga Metropolitana (1): 1918.[1]
- División de Honor de la Asociación de Football de Santiago (3): 1945,[3] 1946, 1955.[2]
- Segunda División de la Asociación de Football de Santiago (1): 1930.
- Subcampeón de la Sección Uruguay de la Copa Chile de la Primera División de la Asociación de Football de Santiago (1): 1922.[4]
- Subcampeón de la Primera División de la Liga Central de Football de Santiago (1): Serie D 1928.
- Subcampeón de la Segunda División de la Liga Metropolitana de Deportes (1): 1917.[1]

### Títulos amistosos
- Copa Municipalidad de Ñuñoa (1): 1918.[1]

### Títulos del fútbol base
- Campeonato de Apertura de la Liga Infantil de Football de Santiago (1): 1924.[1]
- Subcampeón de la Liga Infantil de Football de Santiago (1): 1915.[1]